# Cucumaria piperata
Cucumaria piperata is een zeekomkommer uit de familie Cucumariidae.
De wetenschappelijke naam van de soort werd in 1864 gepubliceerd door William Stimpson.